# 3268 De Sanctis
3268 De Sanctis (1981 DD) là một tiểu hành tinh vành đai chính được phát hiện ngày 26 tháng 2 năm 1981 bởi Debehogne, H. ở La Silla.